# Цейц Микола Валентинович
Мико́ла Валенти́нович Цейц (1884–1942) — радянський конструктор бронетанкової техніки, професор Московського енергетичного інституту, провідний конструктор Ленінградського заводу дослідного машинобудування № 185 ім. С. М. Кірова. Творець танків Т-28, Т-29, КВ-13 і КВ-5, розробник танків Т-35, КВ-3, КВ-4.

## Біографія
1922 року закінчив МВТУ імені М. Е. Баумана. В 1925 році почав працювати в КБ Гарматно-арсенального тресту (ГАТ). З кінця 1920-х років працював у Казані над проєктами середнього та важкого танків спільно з німецькими фахівцями.
2 жовтня 1930 року заарештований за обвинуваченням у участі у контрреволюційній діяльності, постановою Особливої наради при Колегії ОДПУ від 10 квітня 1931 року визнаний винним за статтями 58-8, 58-11 КК РРФСР і засуджений до 10 років ВТТ.
У 1931—1934 роках працював в автотракторному КБ техвідділу ЕКУ ОДПУ. 22 квітня 1932 року ухвалою Особливої наради при Колегії ОДПУ звільнений достроково.
З 1934 року почав працювати на заводі дослідного машинобудування № 185. З 1937 року працював у СКБ-2 Кіровського заводу Наркомату танкової промисловості. Брав участь у опрацюванні проєкту двобаштового танка СМК.
1938 року знову заарештований. У 1941 році евакуйований разом із Кіровським заводом до Челябінська. 1942 року звільнений. Очолив проєктування полегшеного танка КВ-13 у СКБ-2 Кіровського заводу. За розробку представлений до нагородження орденом Леніна.
19 липня 1942 року під час випробувань КВ-13 Микола Цейц раптово помер на робочому місці.
25 травня 1991 року повністю реабілітований висновком Прокуратури СРСР.